# Journal of the National Cancer Institute
Il Journal of the National Cancer Institute (JNCI) è una rivista medica peer-reviewed mensile pubblicata dall'Oxford University Press.

## Storia
La rivista è stata fondata nel 1940 dal National Cancer Institute, e nel gennaio 1988 ha assorbito il Cancer Treatment Reports. Nel 1996, la Oxford University Press ha iniziato a rilevare la proprietà dal National Cancer Institute, concludendo l'operazione nei successivi cinque anni.

## Pubblicazione e indicizzazione
La rivista è pubblicata e indicizzata in:
- Abstracts in Anthropology
- Abstracts on Hygiene and Communicable Diseases
- Agbiotech News and Information
- American Statistics Index
- Annals of Behavioral Medicine
- Biological Abstracts
- BIOSIS Previews
- CAB Abstracts
- CINAHL
- CSA Oncogenes and Growth Factor Abstracts
- Current Contents/Critical Care Medicine
- Current Contents/Life Sciences
- Dairy Science Abstracts
- Derwent Drug File
- Elsevier BIOBASE - Current Awareness in Biological Sciences (CABS)
- Environmental Science & Pollution Management
- Excerpta Medica Abstract Journals
- Food Science and Technology Abstracts
- Global Health
- Health & Safety Science Abstracts
- IDIS
- Index Medicus/MEDLINE/PubMed
- INIS Atomindex
- International Pharmaceutical Abstracts
- Nutrition Abstracts and Reviews
- Nutrition Research Newsletter
- Oncology information service
- Pharmacoeconomics and Outcome News
- Prous Science Integrity
- Reactions Weekly
- Review of Aromatic and Medicinal Plants
- Review of Medical and Veterinary Mycology
- Risk Abstracts
- Rural Development Abstracts
- Sage Race Relations Abstracts
- Science Citation Index
- Soybean Abstracts
- The Standard Periodical Directory
- Toxicology Abstracts
- Tropical Diseases Bulletin
- Weed Abstracts

Secondo il Journal Citation Reports, nel 2023 la rivista ha avuto un fattore di impatto pari a 9.9, classificandola come 28ª su 322 riviste nella categoria "Oncologia".